# Пащенко, Пётр Петрович
Пётр Петро́вич Па́щенко (род. 10 января 1991, Солнечный, Башкортостан) — российский биатлонист. Серебряный призёр чемпионата Европы 2022 года в гонке преследования. Выиграл по две спринтерских гонки на этапах Кубка России и Кубка IBU, занял третье место в общем зачёте Кубка IBU 2015/16. Чемпион мира среди юниоров по летнему биатлону 2012 года в гонке преследования. Участник чемпионата Европы 2016 года в Тюмени и заключительного этапа Кубка мира 2015/2016 в Ханты-Мансийске, мастер спорта России.
Профессионально начал заниматься биатлоном, в который перешёл из лыжных гонок, в 19 лет под руководством Ильгиза Самигуллина, с сезона 2014/2015 тренируется в группе Владимира Брагина. На внутрироссийских соревнованиях представляет Ханты-Мансийский автономный округ.

## Кубок мира
Дебютировал на последнем этапе сезона 2015/2016 в Ханты-Мансийске. Во второй своей гонке в карьере — в преследовании — набрал первое очко за 40-е место.
Второй раз вызван ровно 2 года спустя — на финальный этап сезона-2017/2018 в Тюмени. Результат аналогичен — пробился в гонку преследования, где занял 29 место.

### Результаты
| 2017/2018 Итоги | 2017/2018 Итоги | Эстерсунд | Эстерсунд | Эстерсунд | Эстерсунд | Эстерсунд | Хохфильцен | Хохфильцен | Хохфильцен | Анси | Анси | Анси | Оберхоф | Оберхоф | Оберхоф | Рупольдинг | Рупольдинг | Рупольдинг | Антхольц | Антхольц | Антхольц | ОИ Пхёнчхан | ОИ Пхёнчхан | ОИ Пхёнчхан | ОИ Пхёнчхан | ОИ Пхёнчхан | ОИ Пхёнчхан | Контиолахти | Контиолахти | Контиолахти | Контиолахти | Холменколлен | Холменколлен | Холменколлен | Тюмень | Тюмень | Тюмень |
| Очков           | Место           | Сусм      | См        | Инд       | Спр       | Пр        | Спр        | Пр         | Эст        | Спр  | Пр   | МС   | Спр     | Пр      | Эст     | Инд        | Эст        | МС         | Спр      | Пр       | МС       | Спр         | Пр          | Инд         | МС          | См          | Эст         | Спр         | Сусм        | См          | МС          | Спр          | Пр           | Эст          | Спр    | Пр     | МС     |
| 12              | 84              | —         | —         | —         | —         | —         | —          | —          | —          | —    | —    | —    | —       | —       | —       | —          | —          | —          | —        | —        | —        | —           | —           | —           | —           | —           | —           | —           | —           | —           | —           | —            | —            | —            | 45     | 29     | —      |

| 2015/2016 Итоги | 2015/2016 Итоги | Эстерсунд | Эстерсунд | Эстерсунд | Эстерсунд | Эстерсунд | Хохфильцен | Хохфильцен | Хохфильцен | Поклюка | Поклюка | Поклюка | Рупольдинг | Рупольдинг | Рупольдинг | Рупольдинг | Рупольдинг | Рупольдинг | Антхольц | Антхольц | Антхольц | Канмор | Канмор | Канмор | Канмор | Преск-Айл | Преск-Айл | Преск-Айл | ЧМ Холменколлен | ЧМ Холменколлен | ЧМ Холменколлен | ЧМ Холменколлен | ЧМ Холменколлен | ЧМ Холменколлен | Ханты-Мансийск | Ханты-Мансийск | Ханты-Мансийск |
| Очков           | Место           | Сусм      | См        | Инд       | Спр       | Пр        | Спр        | Пр         | Эст        | Спр     | Пр      | МС      | Спр        | Пр         | МС         | Инд        | Эст        | МС         | Спр      | Пр       | Эст      | Спр    | МС     | Сусм   | См     | Спр       | Пр        | Эст       | См              | Спр             | Пр              | Инд             | Эст             | МС              | Спр            | Пр             | МС             |
| 1               | 106             | —         | —         | —         | —         | —         | —          | —          | —          | —       | —       | —       | —          | —          | —          | —          | —          | —          | —        | —        | —        | —      | —      | —      | —      | —         | —         | —         | —               | —               | —               | —               | —               | —               | 56             | 40             | —              |